# Lehrerseminar Alytus
Das Lehrerseminar Alytus (lit. Alytaus mokytojų seminarija) war eine Bildungseinrichtung für Lehrer der Grundschulen (Lehrerseminar) in der litauischen Stadt Alytus vom Oktober 1941 bis 1957. Das Seminar bereitete über 800 Lehrer vor. Sie arbeiteten meistens im südlichen Litauen (in der Region Dzūkija) in den Volksschulen.

## Geschichte
1952 wurde das Seminar zur Pädagogischen Schule Alytus (Alytaus pedagoginė mokykla). Schulgründer und ihr erster Direktor war Juozas Mičiulis (1900–2003). Im ersten Schuljahr 1941/1942 gab es 154 Schüler (57 Jungen und 97 Mädchen). 1943 gab es 53 Absolventen. Im letzten Schuljahr gab es 71 Schüler (12 Jungen und 59 Mädchen). Insgesamt gab es 15 Absolventenreihen, 837 Pädagoge wurden vorbereitet.
Das Seminar war in einigen Gebäuden der Stadt untergebracht. Jetzt befinden sich hier zwei Schulen: eine Grundschule (Alytaus Senamiesčio pradinė mokykla) und das Adolfas-Ramanauskas-Vanagas-Gymnasium Alytus.

## Direktor
- Juozas Mičiulis
- Kazys Klimavičius
- Stasys Totorius

## Lehrer
- Adolfas Ramanauskas-Vanagas (1918–1957), Resistent, Partisanenführer, Brigadegeneral
- Regina Žepkaitė (1925–2010), Historikerin